# Fibrina
La fibrina o factor Ia és una proteïna, la qual apareix a partir del fibrinogen gràcies a l'acció de la trombina durant la coagulació sanguínia.

## Estructura
La fibrina és una proteïna, l'estructura de la qual presenta moltes hèlixs alfa i diverses fulles plegades beta. Més concretament, es tracta d'un heterohexàmer format per dos heterotrímers units per ponts disulfur. Els heterotrímers estan formats per tres cadenes: l'alfa la beta i la gamma de 850, 477 i 453 aminoàcids respectivament en cas dels ésser humans. Els lligands que té aquesta biomolècula orgànica són el catió Ca2+, la D-glucosamina i la D-manosa.

## Formació de la fibrina

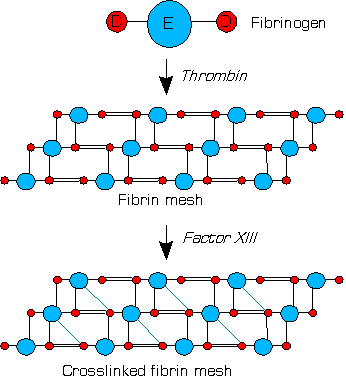
Formació de les xarxes tridimensionals de la fibrina amb l'acció de la trombina

El fibrinogen o el factor I és la glicoproteïna precursora de la fibrina, la qual no és més que el fibrinogen activat. El fibrinogen és sintetitzat al fetge dels vertebrats i és abocat al plasma sanguini. Quan hi ha una lesió la trombina actua sobre el fibrinogen eliminant polipèptids de 16 i 14 aminoàcids, anomenats fibrinopèptid A i fibrinopèptid B respectivament. El fibrinopèptid A és eliminat de la cadena alfa del fibrinogen i el fibrinopèptid B és eliminat de la cadena beta, ambdues són cadenes polipeptídiques, l'estructura de les quals no té importància i, per tant, els seus gens codificants poden patir mutacions sense, que afectin a l'individu.
El fibrinogen té tant en l'extrem C-terminal com al N-terminal fortes càrregues negatives, les quals provoquen que les proteïnes de la mateixa espècie es repelin entre si. Les càrregues negatives de l'extrem N-terminal també són eliminades quan apareix una lesió i, per tant, la interacció entre les cadenes restants, les quals ara són anomenades fibrines, és possible. El factor I està activat i aleshores, el que fa és polimeritzar-se gràcies a interaccions de tipus electroestàtic i ponts d'hidrogen, els quals permeten formar una xarxa tridimensional de fibrina. Finalment amb l'ajuda del factor XIIIa, els polímers de fibrina acaben formant el que és conegut comunament com a crosta.

## Funcions específiques
A més de formar les xarxes tridimensionals per evitar el dessagnament, la fibrina té funcions específiques com la interacció amb altres factors com els inhibidors de la fibrinòlisi per exemple l'alfa-2-antiplasmina, la TAFI (Thrombin-Activatable Fibrinolysis Inhibitor) i l'inhibidor de la tPa (tissue Plasminogen activator que vol dir activador tisular del plasminogen), els quals eviten que la xarxa de fibrina es degradi. També es lliga amb el factor Xa per mantenir les seves xarxes, s'associa amb les plaquetes i serveix de senyal per a altres processos, els quals estan lligats a la coagulació sanguínia.
Així doncs, es pot dir que la fibrina és una molècula protagonista en la coagulació sanguínia perquè intervé en la transmissió de senyals, en l'activació de les plaquetes i en la formació de xarxes tridimensionals per polimerització. Aquestes estructures tridimensionals suposaran la base dels coàguls.
Per la seva capacitat de polimerització en contacte amb els teixits s'usa com a adhesiu tissular actuant com a segellant de ferides sense interferir en el procés de cicatrització. provocnt poca tensió entre els teixits que contacten.

## El paper de la fibrina en malalties
Si la cascada de coagulació no funciona bé i es genera un excés de fibrina pot produir-se una trombosi, és a dir un coàgul sanguini en els vasos sanguinis, el qual pot provocar un infart agut de miocardi. Així mateix, una mancança de fibrina en la sang o una eliminació prematura d'aquesta molècula també pot ésser letal en forma d'hemorràgia.
Un mal funcionament del fetge pot causar la reducció del nivell de fibrinogen en sang i, per tant, de fibrina o pot provocar la fabricació d'un fibrinogen anormal. Pot ésser patològic en el cas d'algunes malalties, si hi ha una mutació del gen (situat en el cromosoma 4) i llavors es parla d'anèmies de fibrinogen per exemple de disfibrinogenanèmia o hipofibrinogenanèmia.
Aquestes anèmies de fibrinogen poden arrossegar hemorràgies, complicacions tromboembòliques i en alguns casos no hi ha cap manifestació si es fabrica un fibrinogen anormal, però que només és anormal en les seqüències dels fibrinopèptids. Les anèmies de fibrinogen es poden detectar amb tests al laboratori.
Hi ha anèmies que poden ésser degudes a la coagulació intravascular disseminada (CID), que és una malaltia en la qual es consumeix més fibrina de la que el fetge és capaç de sintetitzar.
Per corregir les anèmies de fibrinogen es pot recórrer a plasma fresc congelat, a crioprecipitat (fracció plasmàtica rica en fibrinogen) o a concentrats de fibrinogen.
Els nivells normals de fibrinogen estan entre 1,0 i 4,0 g/l.